# Möschlitz
Möschlitz é uma vila da Alemanha. Foi município até 29 de dezembro de 1995, quando passou a ser um dos dez bairros (em alemão: Ortsteile) da cidade alemã de Schleiz, capital do distrito (Landkreis) de Saale-Orla, localizado ao oeste do estado (Bundesland) de Turíngia, região central da Alemanha.